# Jerome David Salinger
Jerome David Salinger, conegut com a J. D. Salinger (Nova York, 1 de gener de 1919 - Cornish, Nou Hampshire 27 de gener de 2010), va ser un escriptor estatunidenc.
Salinger, de pare jueu i mare catòlica, va estudiar a la Valley Forge Military Academy. Més tard, passà per les Universitats de Nova York i Columbia. Mobilitzat per l'exèrcit el 1942, participà en el desembarcament de Normandia (1944). Llicenciat el 1945, el mateix any començà a publicar els seus primers contes en la revista The New Yorker, que de seguida obtingueren una gran repercussió. Un d'aquests, la petita obra mestra A perfect day for bananafish (Un dia perfecte per al peix banana, 1948) és el retrat d'un personatge desballestat, que acaba en suïcidi, estava inspirat en la mort del seu company d'armes, Seymour Glass, que inspiraria un cicle narratiu de quatre obres.
La seva única novel·la, The catcher in the Rye (El vigilant en el camp de sègol, 1951, editada en The New Yorker el 1945-46) presenta un adolescent, Holden Caulfield, amb trets paranoics, que s'escapa de l'acadèmia on estudia per tornar a Nova York, d'amagat. Amb un llenguatge, estil i expressivitat propis dels adolescents, és un títol modèlic de narració d'aprenentatge, basat en Mark Twain, però amb un humor més àcid.
La novel·la relata la lluita d’un adolescent per sobreviure en el món dels adults. Fou un dels llibres més traduïts del món. El seu estil directe i natural assenyalà un abans i un després en la literatura contemporània.
El 1953 recopilà els seus relats en Nine stories (Nou contes; traducció catalana de Quim Monzó). Després, només publicà tres llibres més: Raise high the roof beam, carpenters (Pugeu la biga mestra, fusters, 1955; traducció catalana de Manuel de Pedrolo), Franny and Zoey (1961, novel·la breu que recopila dues narracions editades independentment el 1955 i 1957; traducció catalana de Jordi Sarsanedas) i Seymour: an introduction (1963). Aquestes tres darreres obres s'ambienten al voltant de Seymour i la seva família, que s'inicia amb el magistral relat del seu casament i culmina amb l'autodescripció de la seva destrucció, passant per l'univers místic dels seus germans Franny i Zoey. Des de principis dels seixanta, Salinger deixà de publicar, amagant-se de tothom, prohibint que apareguessin les seves fotos -o qualsevol altra il·lustració- a les reedicions dels seus llibres i negant-se a vendre els drets d'autor al cinema.
Tot i la brevetat de la seva obra, és una de les més rigoroses de la literatura nord-americana, implacable anàlisi de les neurosis que assolen l'individu inadaptat socialment. La seva obra més reconeguda, The catcher in the Rye (El vigilant en el camp de sègol), de la qual s'han venut més de 65 milions de còpies a tot el món, ha tingut una influència important en la narrativa moderna.
Salinger volgué sempre preservar la seva intimitat i evità tota mena de publicitat, malgrat l'èxit d'algunes de les seves obres. Morí el 27 de gener del 2010 per causes naturals a casa seva, a Cornish (Nou Hampshire), on va passar aïllat els últims 30 anys de la seva vida.

## El vigilant en el camp de sègol
L'editorial Little, Brown and Company va publicar The Catcher in the Rye el 16 de juliol de 1951. L'argument de la novel·la és senzill: detalla les experiències de Holden, de 16 anys, a la ciutat de Nova York després de la seva quarta expulsió i sortida d'una escola preparatòria universitària d'elit. El llibre és més notable per la personalitat i la veu testimonial del seu narrador en primera persona, Holden. Serveix com a narrador perspicaç però poc fiable que exposa la importància de la lleialtat i la "falsedat" de l'edat adulta. En una entrevista de 1953, Salinger va admetre que la novel·la era una mica autobiogràfica, explicant: "la meva infantesa era molt la semblant a la del noi del llibre... va ser un gran alleujament explicar-ho a la gent."
Les reaccions inicials al llibre van ser diverses, des del diari The New York Times, considerant el llibre com "una primera novel·la inusualment brillant" fins a les denigracions del llenguatge monòton del llibre i la "immoralitat i perversió" de Holden (utilitza insults religiosos i discuteix lliurement sobre el sexe casual i la prostitució). La novel·la va ser un èxit popular; al cap de dos mesos de la seva publicació, s'havia reimprès vuit vegades. Va passar 30 setmanes a la llista dels més venuts del New York Times. L'èxit inicial del llibre va ser seguit d'una breu pausa en la seva popularitat, però a finals dels anys cinquanta, segons el seu biògraf Ian Hamilton, s'havia convertit en "el llibre que tots els adolescents avorrits havien de comprar, el manual imprescindible del qual es podien agafar estils frescos de desafecció". Ha estat comparat amb The Adventures of Huckleberry Finn de Mark Twain. Els diaris van començar a publicar articles sobre el "culte al Vigilant", i la novel·la va ser prohibida a diversos països —i també a algunes escoles dels Estats Units— a causa de la seva temàtica i el seu llenguatge.
Als anys setanta, diversos professors de secundària dels Estats Units que van seleccionar el llibre van ser acomiadats o obligats a dimitir. Un estudi de censura de 1979 va assenyalar que The Catcher in the Rye "tenia la dubtosa distinció de ser alhora el llibre censurat amb més freqüència a tot el país i la segona novel·la més ensenyada a les escoles públiques" (després de Homes i ratolins de John Steinbeck).
Mark David Chapman, que va disparar John Lennon el desembre de 1980, estava obsessionat amb el llibre. El seu principal motiu va ser la seva frustració amb l'estil de vida i les declaracions públiques de Lennon, així com els deliris que va patir relacionats amb Holden Caulfield.
Després del seu èxit dels anys 50, Salinger va rebre (i va rebutjar) nombroses ofertes per adaptar The Catcher in the Rye a la pantalla, inclosa una de Samuel Goldwyn. Igualment va seguir escrivint però mai s'han publicat els obres, ja que ell estava cansat de la fama.

## Obres

### Novel·la
- The catcher in the Rye (El vigilant en el camp de sègol) (1951)

### Contes
- Nine stories (Nou contes) (1953)
- Franny and Zoey (Franny i Zoey) (1961)
- Raise High the Roof Beam, Carpenters (Pugeu la biga mestra, fusters) (1963)
- Seymour: an introduction (Seymour: una introducció) (1963)